# Король джазу
Король джазу (англ. King of Jazz) — американський музичний фільм режисера Джона Мюррея Андерсона 1930 року.

## Сюжет
Ревю являє собою збірник виступів оркестру під керівництвом Пола Вайтмена, який під кінець наочно демонструє той факт, що коріння американського джазу ростуть з європейської музичної культури.

## У ролях
- Пол Вайтмен — камео
- Джон Боулс — вокаліст
- Лора Ла Плент — редактор / стенографістка
- Жанетт Лофф — вокалістка
- Гленн Трайон — виконавець
- Вільям Кент — генерал
- Слім Саммервілл — Чарльз
- The Rhythm Boys — вокальна група
- Кетрін Кроуфорд — репортер
- Карла Леммле — хористка